# Nymphaea omarana
Nymphaea omarana là một loài thực vật có hoa trong họ Nymphaeaceae. Loài này được Bisset miêu tả khoa học đầu tiên năm 1895.